# La Gota de Leche (Gijón)
El Antiguo Instituto de Puericultura, más conocido como La Gota de Leche o Casa del Niño, es un edificio de la ciudad de Gijón (Asturias, España). Surgió como hospital infantil y actualmente se usa como edificio de oficinas municipales.

## Ubicación
El edificio se halla en la manzana triangular entre las calles Palacio Valdés, Llanes y Magnus Blikstad, ocupando una posición privilegiada en la plaza del Humedal, en el límite occidental del barrio de El Centro.

## Historia

### Origen
El origen y desarrollo del edificio está estrechamente ligado a la obra del doctor Avelino González Fernández (1893-1978), médico pediatra comprometido con la bajada de la mortalidad infantil. En 1919, tras una rigurosa etapa de formación y concienciación, llega a la ciudad de Gijón e inmediatamente comienza una lucha a favor de la higiene y sanidad en la ciudad. En 1922 consigue ser admitido en la Junta Local de Protección de Menores de Gijón. Ya como secretario de la Junta, se propone la construcción de una Gota de Leche, institución de puericultura común en las ciudades españolas de la época.

### Construcción
El diseño del edificio corre a cargo del afamado arquitecto municipal Miguel García de la Cruz, que ya había hecho otros obras públicas en Gijón como el muro sobre el arenal de San Lorenzo (1907) o el edificio de la Pescadería Municipal (1928). Se empieza a construir en 1922 y se inaugura el 2 de septiembre de 1925.
Las obras sin embargo continúan hasta 1933 en dos ampliaciones: en 1927 y en 1933. En la de 1927 se construye la torre norte, de altura destacable y en 1933 la torre este, finalizando así el edificio. El 7 de septiembre de 1942 el centro es visitado por Francisco Franco.

### Usos del hospital
El edificio albergaba varias secciones englobadas bajo el nombre de Instituto de Puericultura. Destacan los siguientes servicios:
- Gota de Leche: Donde se repartían botellas de leche a las madres.
- Consultorio de Niños de Pecho y Clínica Infantil: Sección de seguimiento de los niños atendido por el propio doctor Avelino.
- Consulta Pre-Natal: Donde se atendían a mujeres embarazadas.
- Escuela Provincial de Puericultura: Escuela pionera en su campo fundada en octubre de 1927 y destinada para dar formación a las matronas.
- Laboratorio
- Sala de maternidad: Donde ocurrían los partos, incluía una sala secreta para que las madres solteras evitaran el rechazo social de su situación.
- Casa Cuna: Guardería para familias obreras.

Ante la falta de espacios para estos usos, se construye el Hogar Maternal e Infantil en el mismo entorno que el Instituto. 

## Descripción

### Exterior

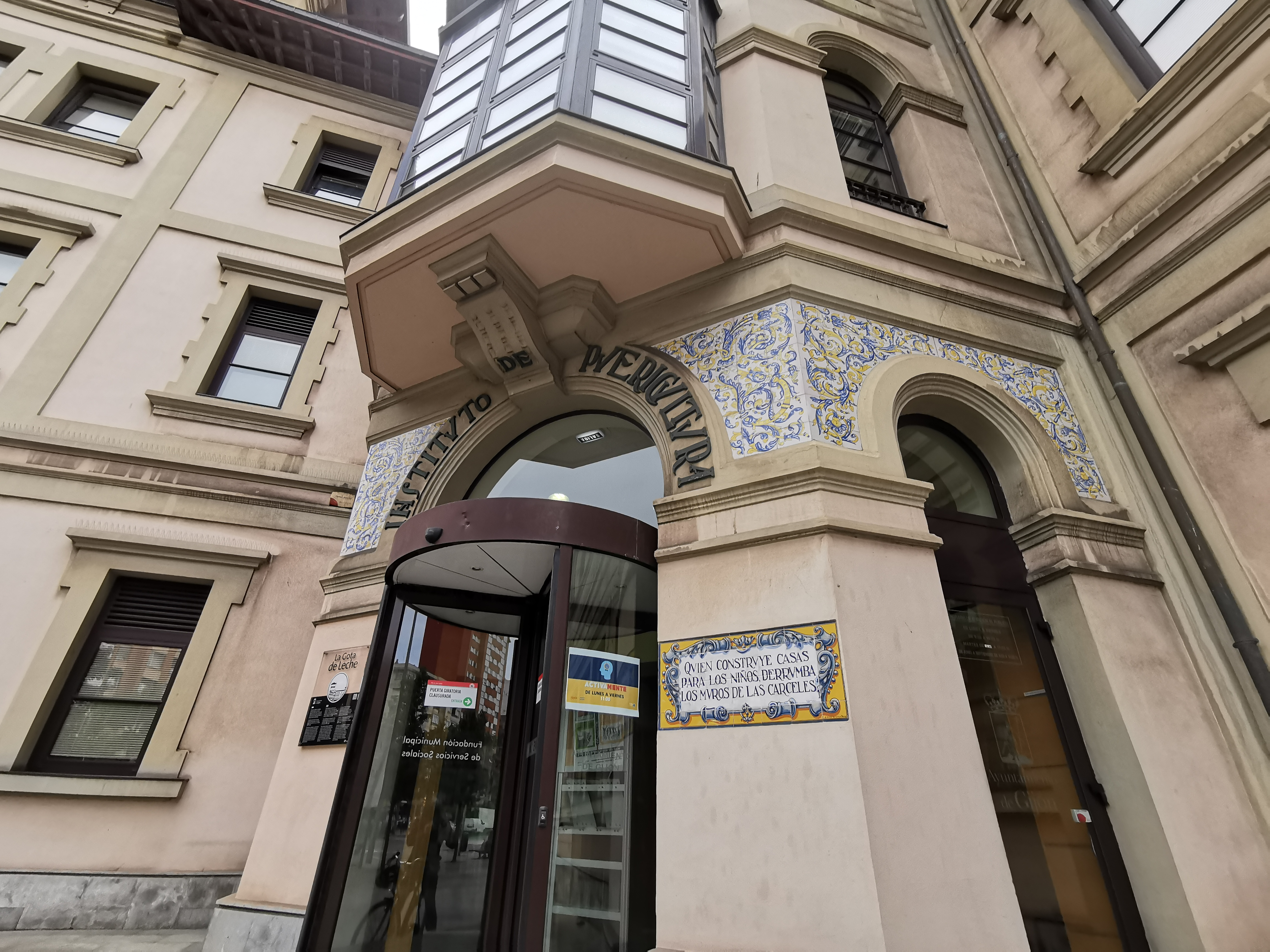
Puerta principal del edificio, decorada con azulejos: «Quien construye casas para los niños derrumba los muros de las cárceles».

Se trata de un edificio que ocupa toda su manzana, con una característica forma de «L» y dos torreones, uno en cada extremo de la «L». De la Cruz diseña el edificio según el estilo montañés, como demuestran otras de sus obras en Gijón como la Casa Paquet. Consiste en un estilo regionalista basado en los palacios renacentistas construidos en zonas rurales, con predominancia de la piedra. Los tejados destacan por sus voladizos de madera tallada y en la torre torre sobresalen 4 pináculos de la cubierta.

### Interior
En el interior del edificio destacan sus decenas de azulejos de Talavera, que cuentan con inscripciones, reflexiones y consejos de carácter maternalista. Se conserva también la mayoría del mobiliario original, donde resalta la biblioteca, con grandes muebles tallados en madera, y el salón de actos.

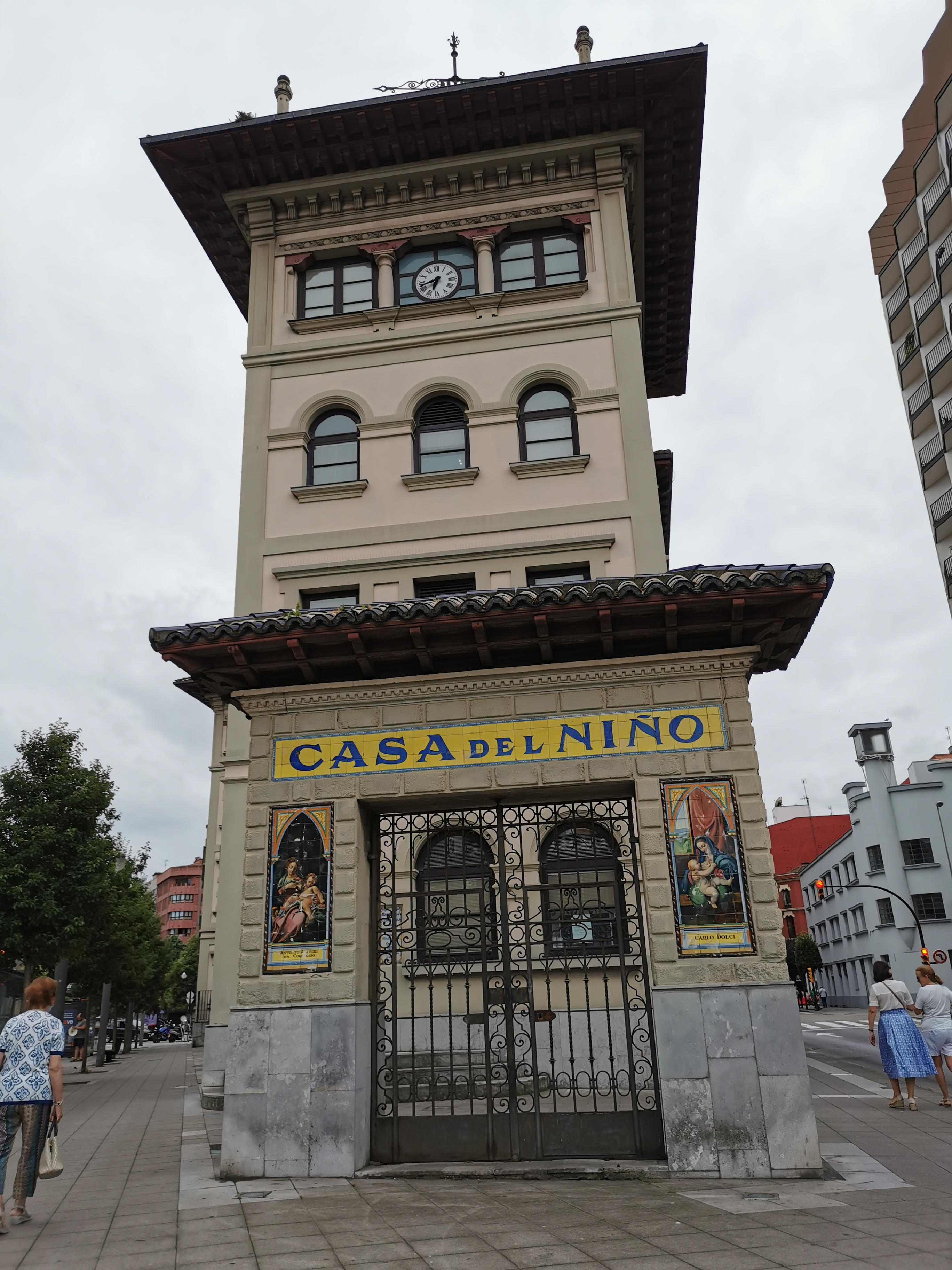
Puerta de acceso al edificio frente a la torre norte. Antiguamente tenía un murete, aunque realmente era una puerta más ornamental que práctica

## Usos
El edificio es la sede de la Fundación Municipal de Servicios Sociales, ente del Ayuntamiento de Gijón que desde 1982 se encarga de los problemas sociales de la ciudad. La torre norte está ocupada por una delegación de la Sociedad Internacional de Bioética (SIBI).